# Benedikt von Poschinger
Benedikt Reichsritter und Edler von Poschinger (* 30. November 1785 in Frauenau; † 4. Mai 1856 in Oberzwieselau) war ein bayerischer Fabrikant und Landtagsabgeordneter.

## Leben
Benedikt von Poschinger entstammte der alten bayerischen Familie Poschinger, deren Stammlinie mit Joachim Poschinger (1523–1599), Gutsherr auf Zwieselau (Landkreis Regen) im Bayerischen Wald, beginnt und die 1140 erstmals urkundlich genannt wird. Sein Bruder war der Landtagsabgeordnete Michael von Poschinger.
Durch die Heirat mit seiner ersten Frau Anna Maria Edle von Hilz wurde er Glashütten- und Gutsherr auf Oberzwieselau. Hierdurch gelangte dieser Teil des 1568 von Joachim Poschinger erworbenen Guts Zwieselau, welches 1587 in Unterzwieselau und Oberzwieselau zwischen den Söhnen Paulus und Hans Poschinger aufgeteilt wurde, zurück in die Familie. Benedikt von Poschinger teilte das Gut wiederum in Oberzwieselau und Buchenau (Lindberg).
Poschinger war von 1819 bis 1828 und von 1837 bis 1843 für den Stimmkreis Unterdonaukreis und später Niederbayern Mitglied der Kammer der Abgeordneten (Bayern).

## Kinder
- mit Anna Maria Reichsedle von Hilz (1787–1810)
  - Anna Maria (1809–1810)
- mit Elisabeth Freiin von Hafenbrädl (1785–1831)
  - Benedikt (1812–1880), Gutsherr auf Oberzwieselau
  - Ferdinand Friedrich Wilhelm (1815–1867), Gutsherr auf Buchenau
  - Joseph Christian (1817–1825)
  - Anna Maria Elisabeth (1818–1893)
  - Maria Anna Elisabeth (1821–1881)
  - August (1823–1876), Gutsbesitzer auf Odelzhausen

## Ehrungen
- Ritterkreuz vom Heiligen Michael